# لیبی (اورگن)
لیبی (به انگلیسی: Libby) یک منطقهٔ مسکونی در ایالات متحده آمریکا است که در شهرستان کوس، اورگن واقع شده‌است. لیبی ۱۸٫۹ متر بالاتر از سطح دریا واقع شده‌است.